# Хом'як сирійський
Хом'як сирійський (Mesocricetus auratus) — гризун родини хом'якові.
Середніх розмірів хом'як, довжина тіла складає до 13—13,5 сантиметрів, з яких близько 1,5 сантиметрів припадає на хвіст. Вага — до 100—125 грамів. Тіло вкрите м'яким і густим хутром золотистого кольору.
Всеїдні, живляться насінням і горіхами, можуть поїдати різних комах — мурах, ос, тарганів та мух.
У природі мешкають в околицях міста Халеб (Алеппо), Сирія, і, за деякими даними, у східній Туреччині.